# Philomathique
La philomathique ou philomatique – du grec philo (aimer) et mathique (les sciences) –, terme créé au XVIIIe siècle, désigne l'ensemble des approches scientifiques et des centres d'intérêt d'un lieu, d'une époque et d'une civilisation.
Plusieurs sociétés dites « philomatiques » ont été créées en France dès la fin du XVIIIe siècle.

## Définition
La définition de « philomathique » peut, par exemple, se trouver dans le but que se fixe l'une des sociétés se qualifiant ainsi : « l'étude des lettres, celle des sciences naturelles, physiques et mathématiques, leur application aux arts, la recherche, la description et la conservation des antiquités, les progrès du commerce, de l'industrie, des arts, de l'agriculture ; en général, tout ce qui peut offrir de l'intérêt et de l'utilité. » L'étude de l'histoire locale sera plus tard ajoutée à cette liste.
Tandis que la Société philomatique vosgienne s'emploie à étudier et à protéger le patrimoine plus particulièrement dans l'arrondissement de Saint-Dié-des-Vosges, la Société philomathique de Paris se fixe pour objectif de diffuser la science ; ses intérêts vont de la chimie à la physique, des mathématiques à la biologie.

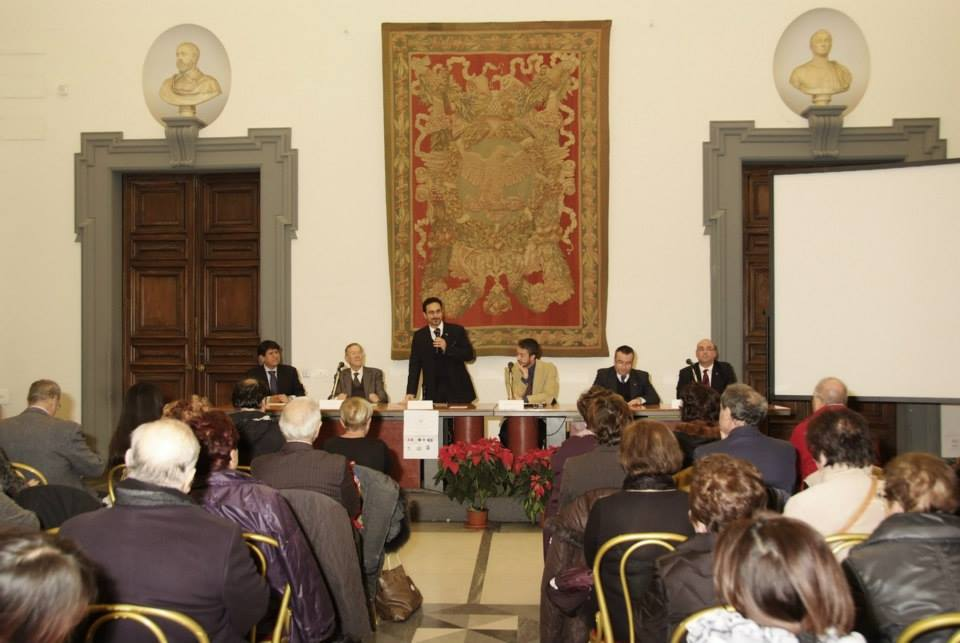
Photo prise à l'occasion du 8e symposium philomathique international. Rome, 2013.

L'Association internationale des « Philomates » est par ailleurs une institution qui n'est pas liée à son territoire d'origine, l’Italie, et qui comprend des membres de toutes nationalités. La particularité de cette académie internationale est d'avoir une orientation technocratique, et de porter autant d'intérêt aux sciences de la philosophie qu'aux arts libéraux[réf. souhaitée].

## Un philomathe est avant tout un chercheur
Les termes « philomathique » et « philomathe » sont des néologismes grecs qui ont caractérisé des sociétés savantes en France au XVIIIe et XIXe siècles. Les philomates désignent « ceux qui aiment l'enquête, l'histoire », c'est-à-dire ceux qui cherchent à comprendre et mènent une recherche scientifique. Le chimiste Lavoisier a été membre de la Société philomathique de Paris. Le terme sera utilisé par le pharmacien Henri Bardy, bon connaisseur de l'histoire de la chimie et grand admirateur du folklore – au sens de science du peuple – des montagnards vosgiens. Il s'agit de valoriser les études, la lecture et l'observation. La recherche allie théorie et pratique, expériences et modélisations, présence en première ligne, actions sur le terrain et contemplation idéale, éthique de vérité, respect des hommes, résultats fondamentaux et mises en doute.   
Le Dictionnaire de l'Académie française propose la définition suivante : 
« PHILOMATHIQUE. adj. des deux genres. T. didactique. Qui aime les sciences ; il s'emploie surtout comme titre de certaines sociétés, de certaines écoles. La société philomathique. École philomathique. »

## Les sociétés

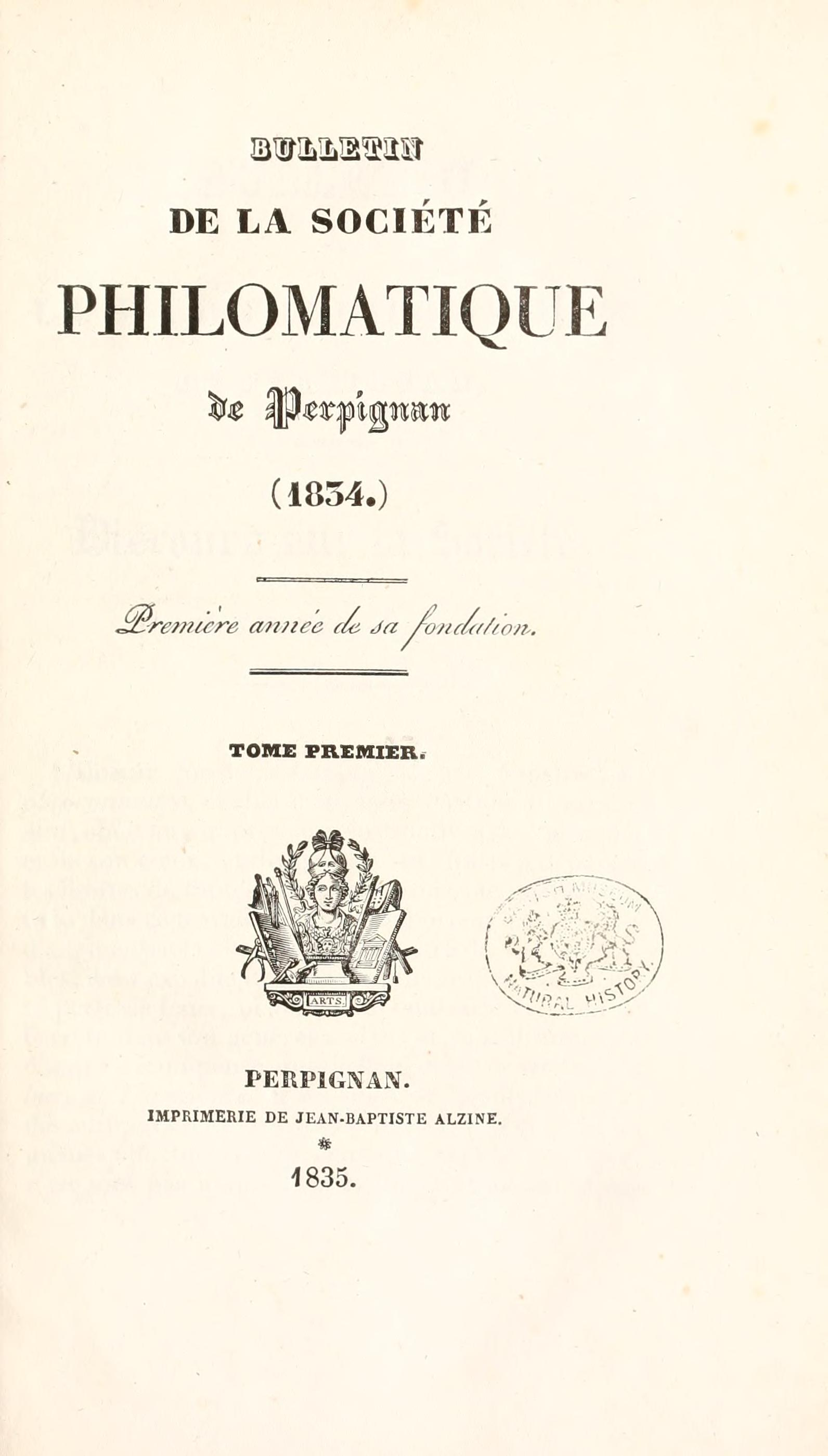
Bulletin de la Société Philomathique de Perpignan, 1835.

Il existe plusieurs sociétés philomathiques :
- Association philomathique d'Alsace et de Lorraine (Strasbourg)
- Académie philomatique ancienne
- Société philomathique de Bordeaux (fondée en 1808)[2]. Elle organise les expositions de Bordeaux, dont celle de 1895  – Publications : 
  - Bulletin de la Société philomathique de Bordeaux, 1856-1897, lire en ligne sur Gallica ;
  - Bulletin de l'Association des anciens lauréats des classes d'adultes de la Société philomathique de Bordeaux, 1885, lire en ligne sur Gallica ;
  - Revue philomathique de Bordeaux et du Sud-Ouest, 1897-1939, lire en ligne sur Gallica.
- Société philomathique de Paris (Association philomathique de Paris, fondée en 1788). – Publications : Bulletin de la Société philomathique, 1791-1797, lire en ligne sur Gallica ; Bulletin des sciences, 1797, lire en ligne sur Gallica.
- Société philomatique de Perpignan. – Publication : Bulletin de la Société philomathique de Perpignan, 1835-1839, lire en ligne sur Gallica ;
- Société philomathique de Verdun (fondée en 1822). – Publication : Mémoires de la Société philomathique de Verdun : Meuse, 1840-1953, lire en ligne sur Gallica.
- Société philomatique vosgienne (fondée en 1875).
- Philomates Association (Associazione Filomati)[3]
- Société philomatique internationale (en).

## Littérature
- « Comme il savait à fond l’anglais, ensemble que de philomathie il faudrait, plaide-t-il, qu’il allât s’occuper de l’allemand. » Paterne Berrichon in La Vie de Jean-Arthur Rimbaud, (1897)
- « La fin de sa vie devait se ressentir de ces goûts d'enfance vers une "générale" philomathie, grand mot qu'il affectionnait. » Paul Verlaine in  Œuvres posthumes (1896)
- « Épris d'absinthe pure et de philomathie
Je m'emmerde et pourtant au besoin j'apprécie
Les théâtres qu'on peut avoir et les Gatti. »
Paul Verlaine, Ultissima verba, in Lettre à Delahaye du 24 août 1875[4].